# Улица Др Агостиња Нета
Улица Др Агостиња Нета се налази на Новом Београду. Простире се од реке Саве до железничке пруге.
Дужина улице износи 1.500 метара.
У улици Др Агостиња Нета налазе се следећи објекти: тржни центар Делта сити, Руска школа у Београду, Савез пчеларских организација Србије, Сименсов сервис и гаража Градског саобраћајног предузећа. У делу улице између Јурија Гагарина и Ђорђа Станојевића се налази трамвајска пруга која води до гараже Градског саобраћајног предузећа. Улица Др Агостиња Нета се налази између блокова 70 и 70а у делу према реци Сави и између блокова 67а и 67 у делу према железничкој прузи.
Улица је названа према првом председнику независне Анголе Агостињу Нету.